# Empresa Brasileira de Serviços Hospitalares
A Empresa Brasileira de Serviços Hospitalares (EBSERH) é uma empresa pública brasileira de direito privado, vinculada ao Ministério da Educação, com a finalidade de prestar serviços de assistência médico-hospitalar, ambulatorial e de apoio diagnóstico e terapêutico à comunidade, no âmbito do Sistema Único de Saúde (SUS), assim como prestar às instituições públicas federais de ensino ou instituições congêneres, serviços de apoio ao ensino, à pesquisa e à extensão, ao ensino-aprendizagem e à formação de pessoas no campo da saúde pública.
Em seu planejamento estratégico, o propósito da Ebserh é saúde, ensino e inovação a serviço da vida e do SUS, Sua visão é consolidar-se como uma rede de hospitais universitários de excelência para o SUS. Já os seus valores são: ética, inegridade e transparência; compromisso com a universalidade, integralidade e fortalecimento do SUS; promoção da equidade, respeito à diversidade e aos direitos humanos; ensino, pesquisa e inovação comprometidos com as necessidades do país; valorização do papel social do trabalho em saúde e dos trabalhadores.

## História
A criação da Ebserh integra um conjunto de ações empreendidas pelo Governo Federal no sentido de recuperar os hospitais vinculados às universidades federais.
Desde 2010, por meio do Programa Nacional de Reestruturação dos Hospitais Universitários Federais (Rehuf), criado pelo Decreto n.º 7.082, foram adotadas medidas que contemplam a reestruturação física e tecnológica das unidades, com a modernização do parque tecnológico; a revisão do financiamento da rede, com aumento progressivo do orçamento destinado às instituições; a melhoria dos processos de gestão; a recuperação do quadro de recursos humanos dos hospitais e o aprimoramento das atividades hospitalares vinculadas ao ensino, pesquisa e extensão, bem como à assistência à saúde.
Com a finalidade de dar prosseguimento ao processo de recuperação dos hospitais universitários federais, foi criada, em 2011, por meio da Lei n.º 12.550, a Ebserh, uma empresa pública vinculada ao Ministério da Educação. Com isso, a empresa passa a ser o órgão do MEC responsável pela gestão do Programa de Reestruturação e que, por meio de contrato firmado com as universidades federais que assim optarem, atuará no sentido de modernizar a gestão dos hospitais universitários federais, preservando e reforçando o papel estratégico desempenhado por essas unidades de centros de formação de profissionais na área da saúde e de prestação de assistência à saúde da população integralmente no âmbito do Sistema Único de Saúde (SUS).

## Atuação
Hoje, é a maior rede de hospitais públicos do Brasil. Suas atividades unem dois dos maiores desafios do país, educação e saúde, melhorando a qualidade de vida de milhões de brasileiros, por meio da atuação de uma rede que inclui o órgão central da empresa e 45 Hospitais Universitários Federais (HUFs), que exercem a função de centros de referência de média e alta complexidade para o Sistema Único de Saúde (SUS) e um papel de destaque para a sociedade.
Dada a sua finalidade, é uma empresa estatal 100% dependente da União e cumpre o seu dever de prestar serviços de assistência à saúde de forma integral e exclusivamente inseridos no âmbito do SUS, observando a autonomia universitária.
A criação da EBSERH sob a forma empresarial pública de direito privado alçou os HUFs inseridos em sua rede a patamares mais elevados de eficiência e controle administrativos, evidenciação de informações contábeis e transparência de eventos que afetam a situação patrimonial, econômica e financeira dessas entidades.
Para a assunção da gestão dos Hospitais Universitários Federais (HUFs), os serviços assistenciais prestados por essas instituições à sociedade e sua capacidade de trabalho são criteriosamente redimensionados para atender às necessidades loco regionais e melhorar a sustentabilidade econômico-financeira desses hospitais.
Nos últimos anos, houve avanços na formação dos profissionais e na geração de conhecimentos para a área da saúde, ampliando a oferta de residência e de pesquisas nos HUFs. Atualmente, a empresa oferece aproximadamente 8 mil vagas de residências médica e multiprofissional em mais de 1 mil programas, além de ser campo de prática para aproximadamente 50 mil graduandos na área da saúde nas universidades federais parceiras.
Os HUFs fazem parte da rede SUS e, com sua incorporação à Ebserh, houve um claro movimento de ampliação da oferta de serviços à sociedade preenchendo os "vazios" assistenciais e ampliando sua inserção no SUS com a cobertura de demandas sensíveis aos gestores locais do sistema.

### Hospitais filiados
A Ebserh é responsável pela gestão de 45 hospitais universitários federais, os quais suas respectivas universidades optaram por assinar contrato com a estatal. A partir da manifestação da universidade pela contratação, por meio da aprovação do Conselho Universitário da respectiva instituição, é iniciado o processo de caracterização do hospital, com o dimensionamento dos serviços e a necessidade de contratação de pessoal para a posterior realização do concurso público.
Região Centro-Oeste
- Universidade Federal de Mato Grosso do Sul: Hospital Universitário Maria Aparecida Pedrossian
- Universidade Federal de Mato Grosso: Hospital Universitário Júlio Müller
- Universidade de Brasília: Hospital Universitário de Brasília
- Universidade Federal da Grande Dourados: Hospital Universitário da UFGD
- Universidade Federal de Goiás: Hospital das Clínicas da UFG

Região Nordeste
- Universidade Federal do Piauí: Hospital Universitário da UFPI
- Universidade Federal de Alagoas: Hospital Universitário Professor Alberto Antunes
- Universidade Federal da Bahia: Hospital Universitário Professor Edgard Santos e Maternidade Climério de Oliveira
- Universidade Federal do Ceará: Hospital Universitário Walter Cantídio e Maternidade Escola Assis Chateaubriand
- Universidade Federal do Maranhão: Hospital Universitário Presidente Dutra
- Universidade Federal da Paraíba: Hospital Universitário Lauro Wanderley, Hospital Universitário Alcides Carneiro e Hospital Universitário Júlio Maria Bandeira de Mello
- Universidade Federal de Pernambuco: Hospital das Clínicas da UFPE
- Universidade Federal do Vale do São Francisco: Hospital de Ensino Dr. Washington Antônio de Barros
- Universidade Federal do Rio Grande do Norte: Hospital Universitário Ana Bezerra, Hospital Universitário Onofre Lopes e Maternidade Escola Januário Cicco
- Universidade Federal de Sergipe: Hospital Universitário da UFS e Hospital Universitário de Lagarto

Região Norte
- Universidade Federal do Amazonas: Hospital Universitário Getúlio Vargas
- Universidade Federal do Tocantins: Hospital de Doenças Tropicais
- Universidade Federal do Pará: Hospital Universitário Betinna Ferro de Souza e Hospital Universitário João de Barros Barreto
- Universidade Federal do Amapá, Hospital Universitário da UNIFAP[5]
- Universidade Federal de Roraima: Hospital Universtário

Região Sudeste
- Universidade Federal do Espírito Santo: Hospital Universitário Cassiano Antônio Moraes
- Universidade Federal de Minas Gerais: Hospital das Clínicas da UFMG
- Universidade Federal do Triângulo Mineiro: Hospital das Clínicas da UFTM
- Universidade Federal de São Carlos: Hospital Universitário da UFSCar
- Universidade Federal de Juiz de Fora: Hospital Universitário de Juiz de Fora
- Universidade Federal Fluminense: Hospital Universitário Antônio Pedro
- Universidade Federal do Estado do Rio de Janeiro: Hospital Universitário Gaffrée Guinle
- Universidade Federal de Uberlândia: Hospital de Clínicas
- Universidade Federal do Rio de Janeiro: Hospital Universitário Clementino Fraga Filho, Maternidade Escola e Instituto de Puericultura e Pediatria Martagão Gesteira[6]

Região Sul
- Universidade Federal de Santa Catarina: Hospital Universitário Prof. Polydoro Ernani de São Thiago
- Universidade Federal de Santa Maria: Hospital Universitário de Santa Maria
- Universidade Federal de Pelotas: Hospital Escola da UFPel
- Universidade Federal do Paraná: Hospital de Clínicas da UFPR e Maternidade Victor Ferreira do Amaral
- Universidade Federal do Rio Grande: Hospital Universitário Dr. Miguel Riet Corrêa Jr.